# Caenohalictus macellus
Caenohalictus macellus är en biart som först beskrevs av Joseph Vachal 1903.  Caenohalictus macellus ingår i släktet Caenohalictus och familjen vägbin. Inga underarter finns listade.